# Буркути
Буркути́ — село в Україні, у Голопристанській міській громаді Скадовського району Херсонської області. Населення становить 33 осіб. 24 лютого 2022 року село тимчасово окуповане російськими військами під час російсько-української війни.

## Природа
Поруч із селом, знаходиться Буркутське відділення Національного природного парку «Олешківські піски» із озером Довгим. Тут виявлено 161 вид судинних рослин, в тому числі і 18 созофітів
За межами Національного парку знаходиться Буркутське урочище (координати його центру 46,401616° 32,812314°), загальною площею близько 350 га. Тут знайдено 264 види судинних рослин, низка з яких потребує дієвої охорони. Також урочище є важливим для збереження мохоподібних та лишайників. В основі урочища — система невеликих прісних озер. Їх береги зайняті осоковими, очеретяними, чагарниково-вербовими болотними угрупованнями. Лісова рослинність, як правило розташовується вузькою смугою навколо них. Озера розділені підвищеними ділянками, на яких домінує лучна та лучно-степова рослинність. Близько 10 % площі урочища займають ясеневий ліс, єдиний на Півдні України.
З селом межують землі Буркутського лісництва — відділення Великокопанівського лісомисливського господарства.

## Населення
Згідно з переписом УРСР 1989 року чисельність наявного населення села становила 53 особи, з яких 23 чоловіки та 30 жінок.
За переписом населення України 2001 року в селі мешкали 33 особи.

### Мова
Розподіл населення за рідною мовою за даними перепису 2001 року:
| Мова       | Відсоток |
| ---------- | -------- |
| українська | 84,85 %  |
| російська  | 12,12 %  |
| білоруська | 3,03 %   |

## Галерея

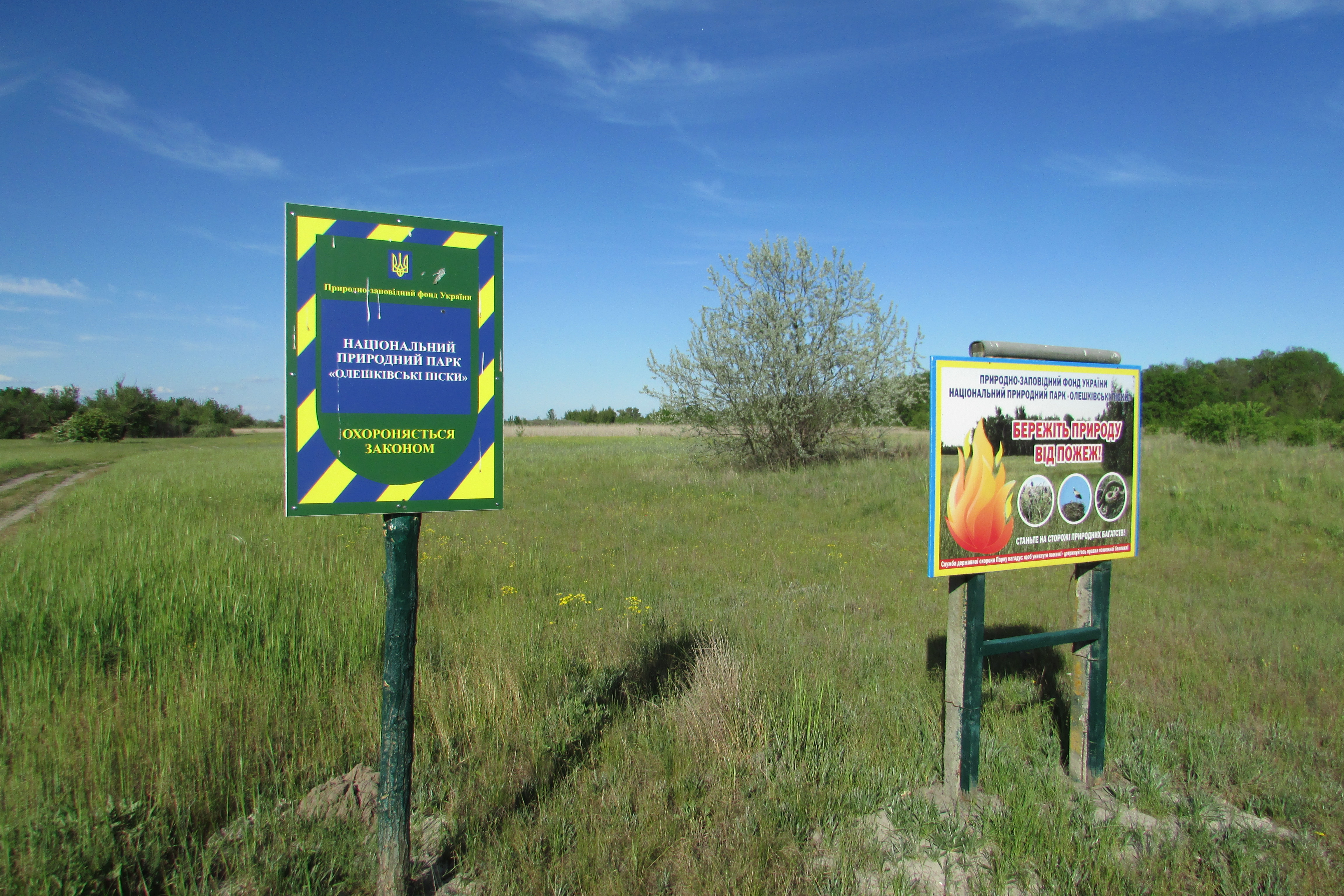
За околицею Буркут починається відділення Національного природного парку "Олешківські піски"
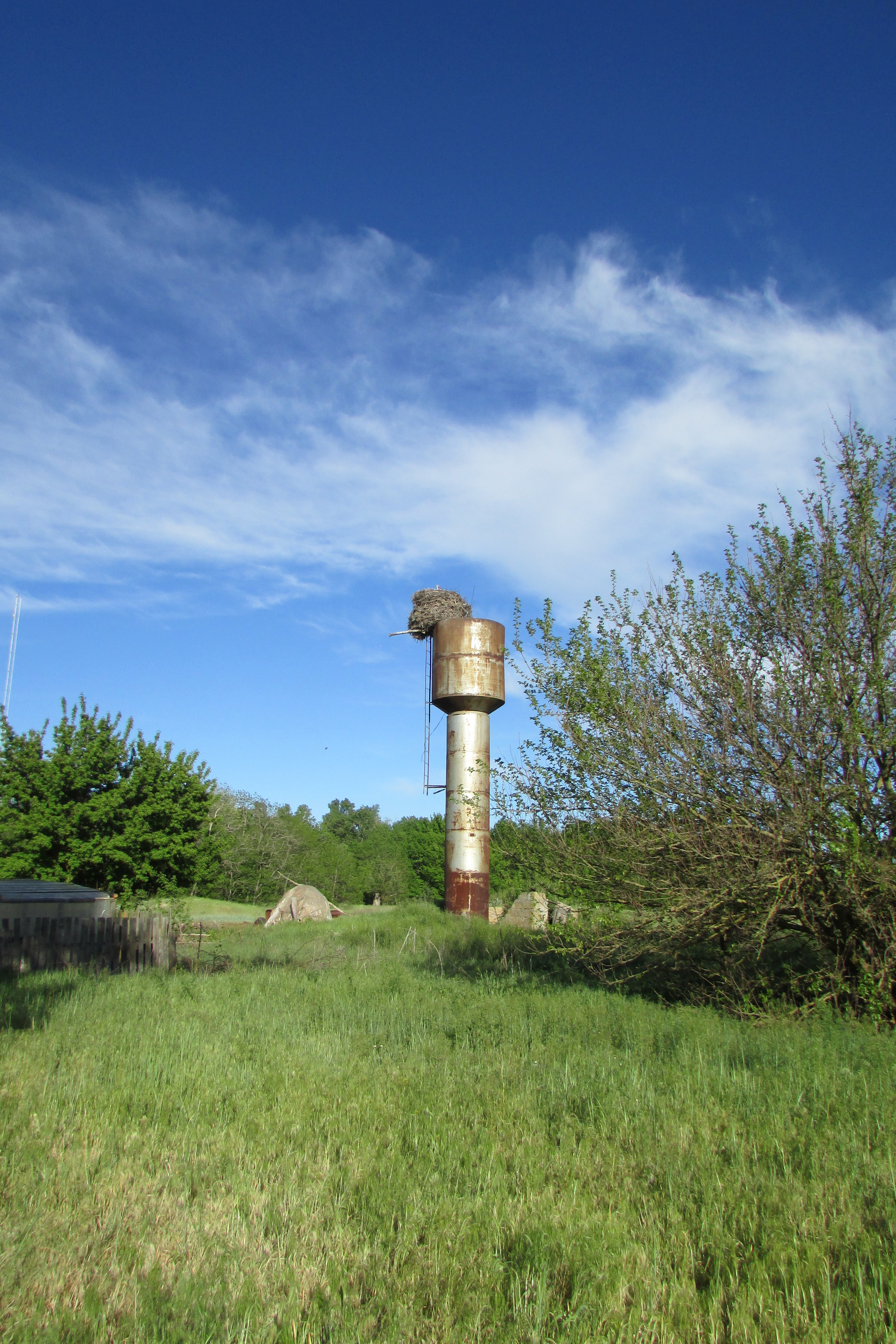
Візитівкою Буркут могла б стати водонапірна башта, на якій вже багато років гніздяться лелеки
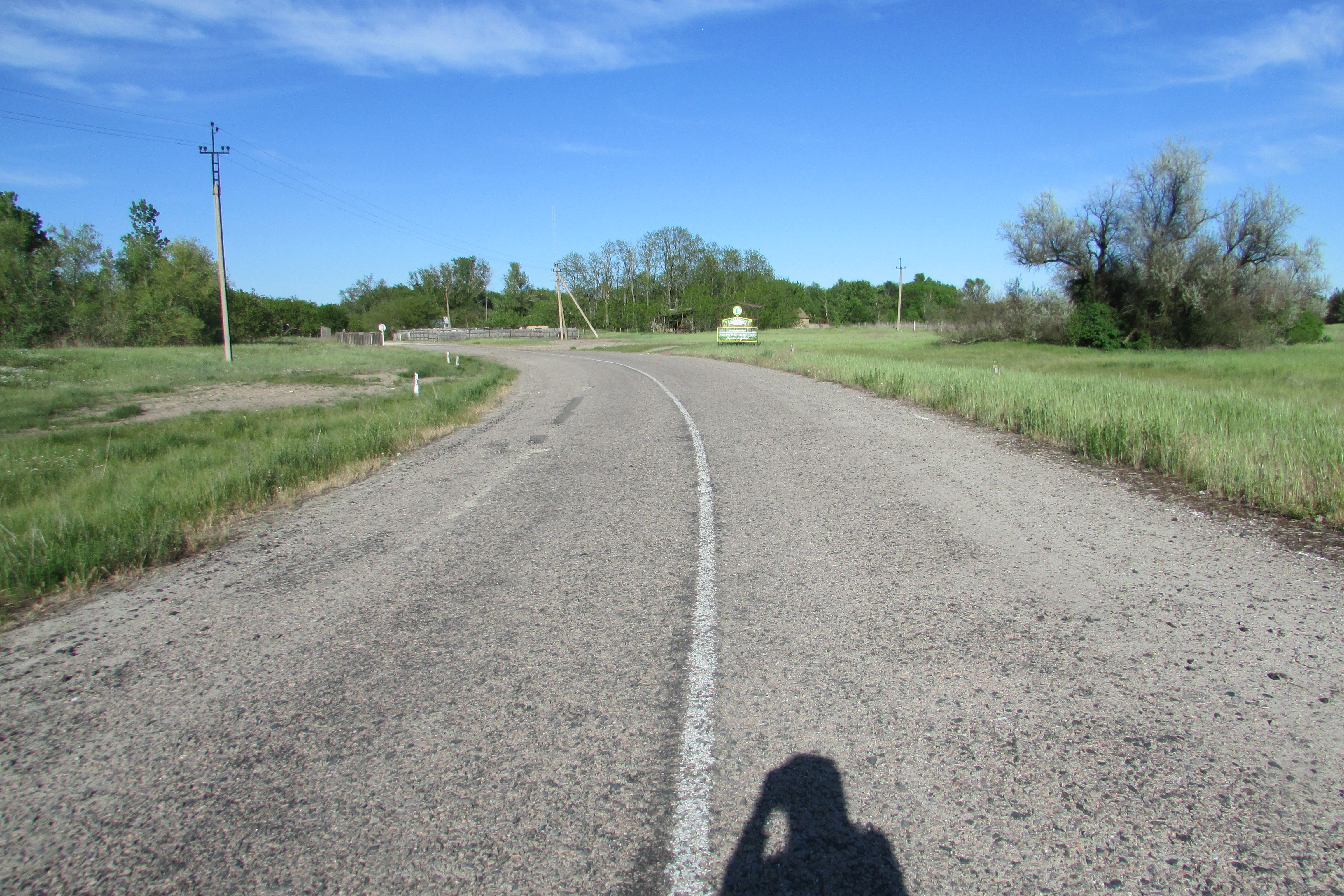
Розмітка  дороги, що веде до Буркут, виконана у незвичний спосіб.(Див. збільшене фото праворуч)
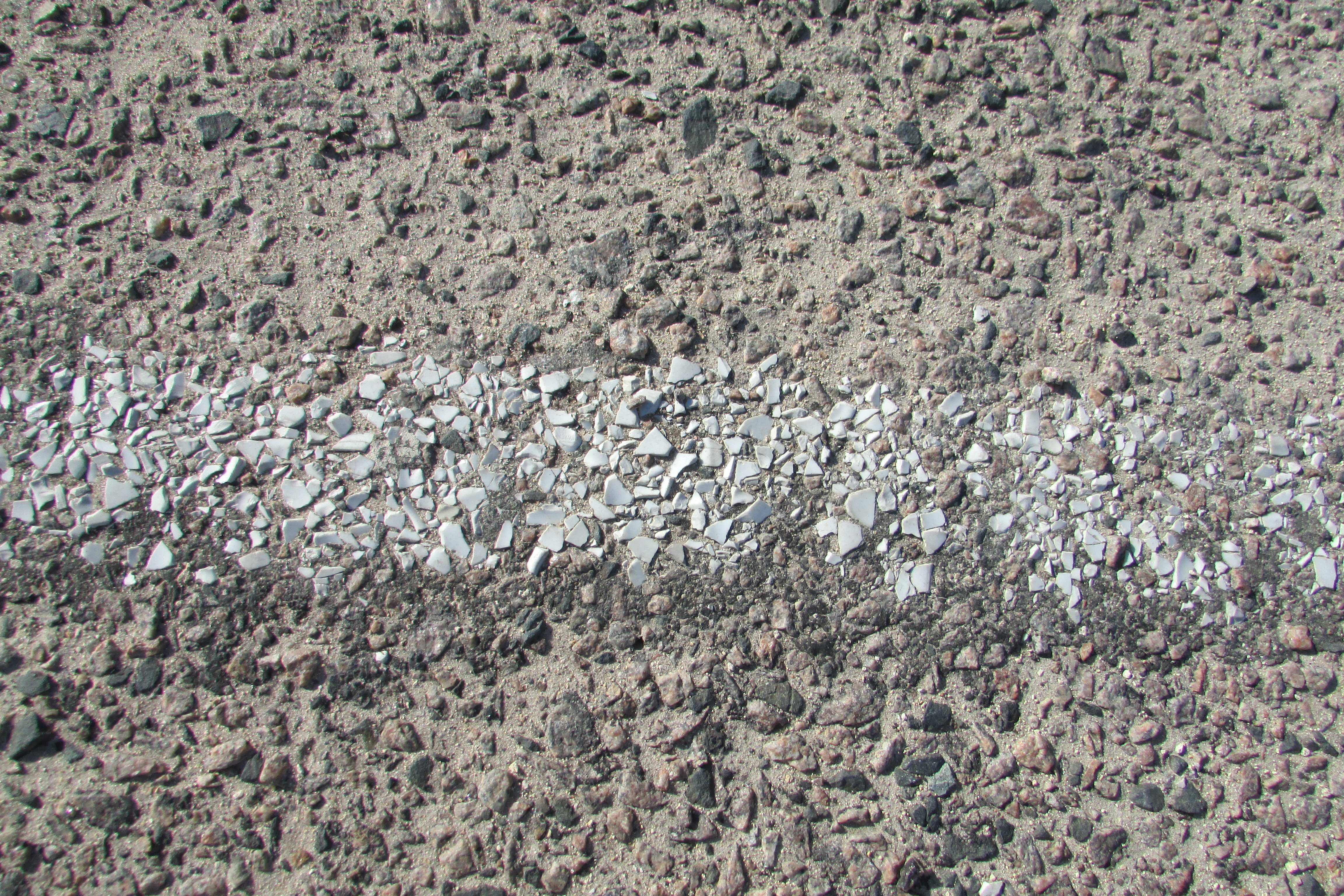
У дорожне покриття запресовані уламки фаянсового посуду.